# Aulospongus flabellum
Aulospongus flabellum är en svampdjursart som beskrevs av Gustavo Pulitzer-Finali 1993. Aulospongus flabellum ingår i släktet Aulospongus och familjen Raspailiidae. Inga underarter finns listade i Catalogue of Life.